# .ro
.ro es el dominio de nivel superior geográfico (ccTLD) para Rumanía. Es administrado por el Instituto Nacional de I + D en Informática. En diciembre de 2007, se registraron alrededor de 250.000 dominios bajo el dominio .ro. En junio de 2008, había alrededor de 6,8 millones de resultados de Google para el dominio .ro. En junio de 2012, había 732,867 nombres de dominio .ro, mientras que en septiembre de 2017 había 928.357.